# Базилика Максенция
Базилика Максенция—Константина (итал. La Basilica di Massenzio e Constantino) — самое большое здание, когда-либо построенное на Римском форуме и самая последняя постройка императорского Рима. Заложена в 308 году императором Максенцием, через два года после захвата власти в Риме. Закончена его преемником — Константином Великим после победы над Максенцием в битве у Мульвиева моста 28 октября 312 года. В VI в. здание стали называть «Римским храмом» (лат. Templum Romae), а ещё позднее —  «Новой базиликой»  (лат. Basilica Nova ).

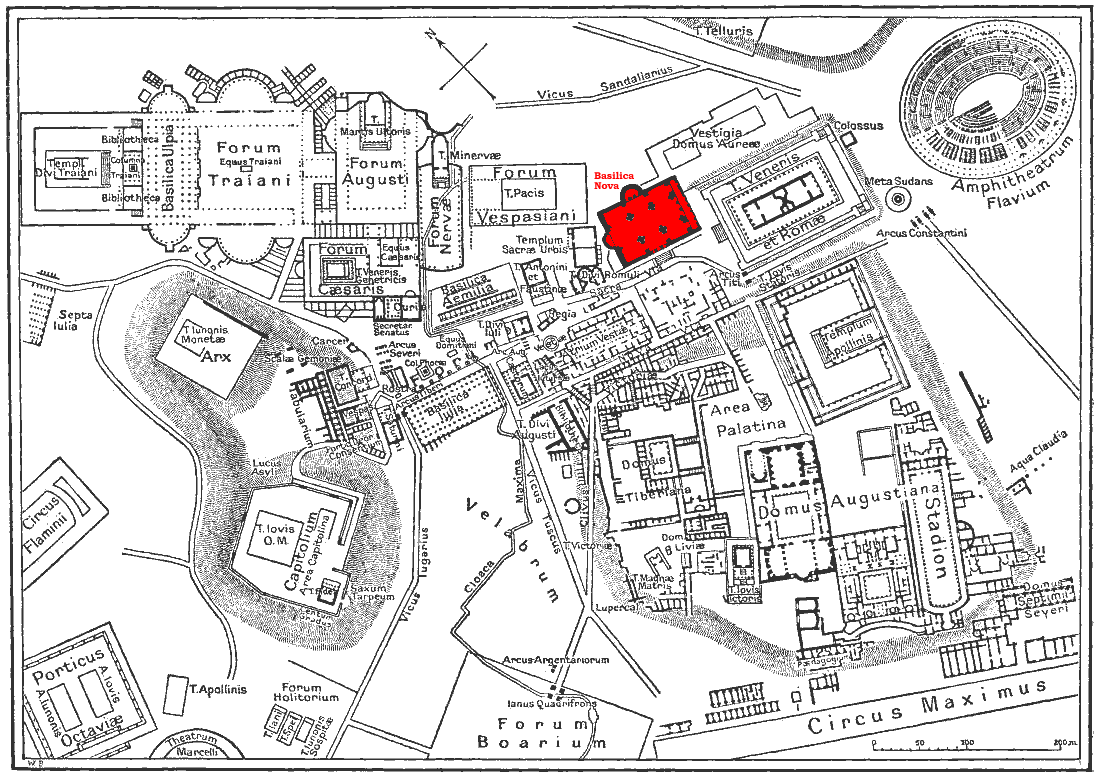
Базилика Максенция—Константина (Basilica Nova) на карте античного центра Рима

Базилика воздвигнута на месте складов для специй (лат. horrea piperataria) на северной стороне форума и располагалась параллельно «Священной дороге» (лат. Via Sacra), главный (короткий) фасад был обращён на восток, к амфитеатру Флавиев (Колизею). Здание строили из кирпича с последующей облицовкой мрамором на бетонном фундаменте (100 Х 65 метров) .

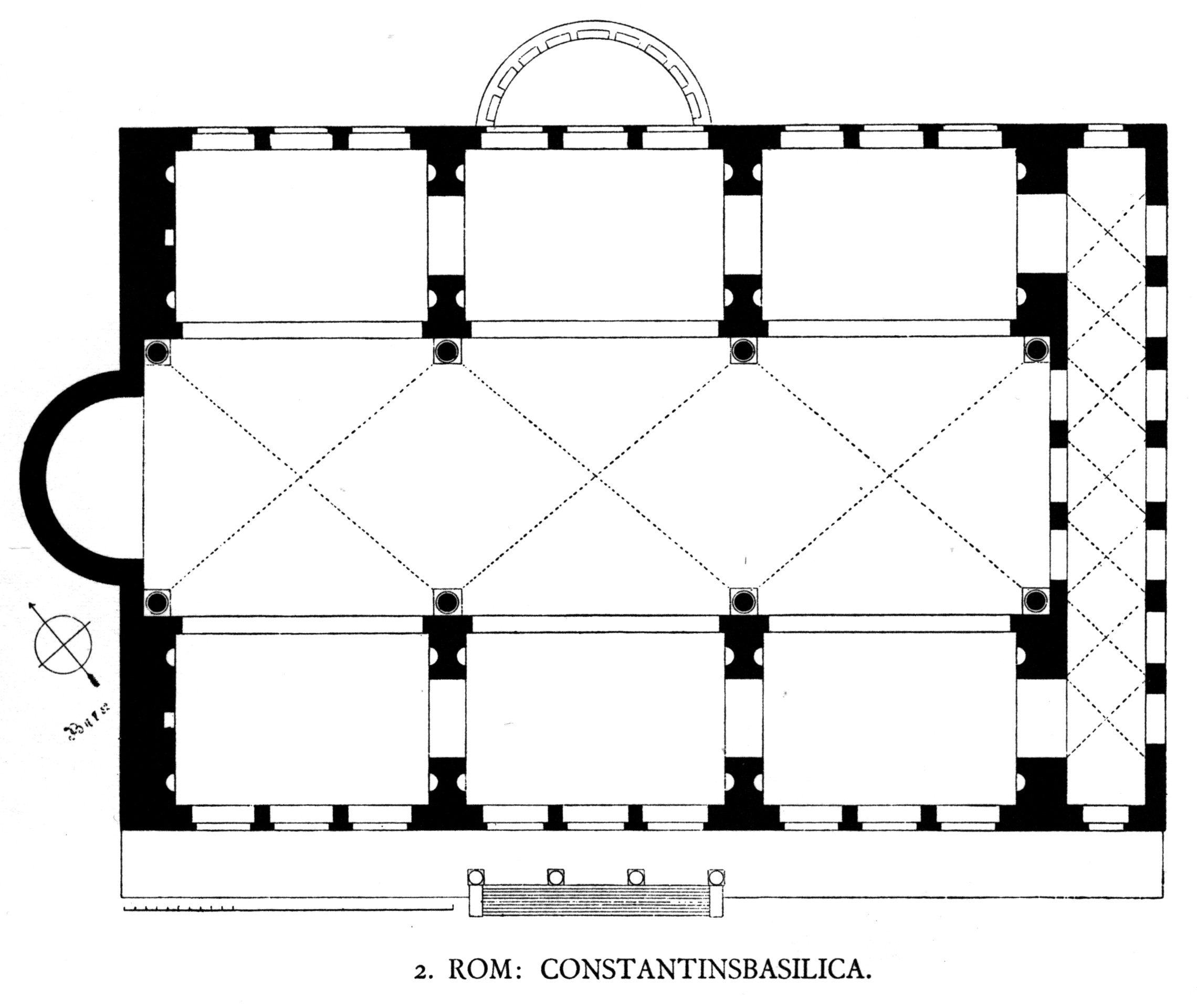
Реконструкция плана базилики Максенция-Константина

Базилика состояла из трёх больших нефов (центральный: 80 метров в длину и 25 в ширину), протянувшихся с востока на запад и перекрытых цилиндрическими кессонированными сводами (верхняя точка сводов располагалась на высоте 29 метра). Их пересекали с севера на юг три трансепта (23 метра в длину и 17 в ширину каждый). Восемь мраморных колонн высотой 14,5 м поддерживали перекрытие, которые в пересечении нефов и трансептов образовывали крестовые своды. Это была совершенно новая композиция, не встречавшаяся ранее в римской архитектуре, как в отношении размеров, так и в отношении конструкции.
Центральный неф площадью 2000 кв.м в западной оконечности заканчивался большой апсидой, в которой находился «Колосс» огромная мраморная фигура сидящего на троне императора Константина. Её фрагменты ныне экспонируются во дворе Палаццо деи Консерватори (Palazzo dei Conservatori) Капитолийского музея.
По всей длине восточного фасада здания проходила аркада. Южный фасад, обращённый к Священной дороге, по распоряжению императора Константина также был оформлен двухэтажной аркадой, в центре которой (по оси срединного трансепта) был устроен главный вход, оформленный портиком на четырёх порфировых колоннах (тетрастиль). Напротив главного входа в базилику, с северной стороны построили ещё одну полукруглую апсиду (она сохранилась). В ней при Константине заседал трибунал (ранее заседания проводили в западной апсиде) . Внутри стены базилики были облицованы мраморными плитами, а пол выложен цветным мрамором. Стояли мраморные и вызолоченные бронзовые скульптуры и жертвенники. Считается, что в качестве образцов строителям были указаны колоссальные Термы Каракаллы и Диоклетиана. Оригинальной является внешнее «скатное» покрытие базилики. Если ранние римские здания имели простую двускатную кровлю, то Базилика Максенция-Константина имела многоскатное покрытие, облицованное сверкающими на солнце позолоченными бронзовыми пластинами (в VII в. сняты для кровли собора Св. Петра в Ватикане) .

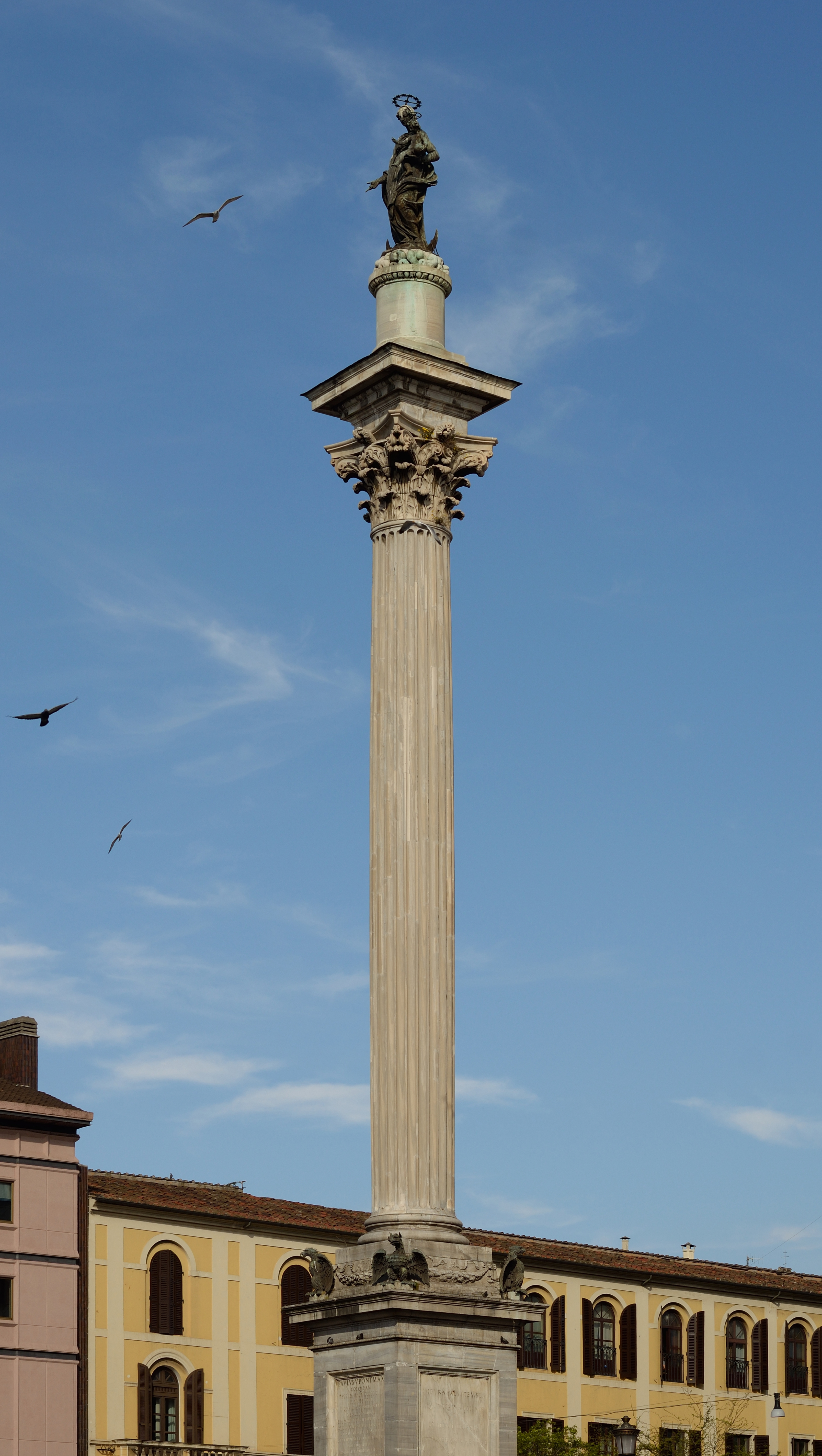
«Колонна мира» на площади Санта-Мария-Маджоре в Риме

В 1349 году свод центрального нефа обрушился в результате землетрясения. Остался лишь северный неф с тремя огромными арками. Единственная из восьми  колонн, которая пережила землетрясение, в 1614 году была перенесена по указанию Папы  Павла V на площадь Санта-Мария-Маджоре и установлена в её центре с бронзовой статуей Мадонны на вершине по проекту архитектора  Карло Мадерна. Колонну назвали «Колонной мира» (Colonna della Pace), поскольку базилику Максенция-Константина называли в то время «Храмом Мира» (Tempio della Pace).
Создавая в 1506—1514 годах новый проект собора Св. Петра в Ватикане, архитектор  римского классицизма Донато Браманте утверждал, что стремился водрузить купол Пантеона на своды «Храма Мира» (базилики Максенция-Константина). Проект ватиканского храма, разработанный Браманте, следовал центрическому типу крестово-купольных зданий (одна из основных идей эпохи итальянского Возрождения), но также опирался на достижения архитектуры императорского Рима.